# Дурова, Наталья Юрьевна
Ната́лья Ю́рьевна Ду́рова (13 апреля 1934 года, Москва — 27 ноября 2007 года, там же) — советская и российская артистка цирка, дрессировщица, писательница, общественный деятель; лауреат премии Ленинского комсомола (1982) и Государственной премии СССР (1987), народная артистка СССР (1989).

## Биография
Наталья Дурова родилась 13 апреля 1934 года в Москве в семье известных артистов цирка Дуровых.
В 1951—1956 годах училась в Литературном институте им. А. М. Горького. Четыре года заочно училась в Московской сельскохозяйственной академии имени К. А. Тимирязева, получив образование ветеринара-диагноста.
Посвятила свою жизнь потомственному занятию семьи Дуровых — дрессировке животных и выступлениям с ними перед зрителями.
В цирке с детских лет, впервые вышла на арену в 1939 году, в аттракционе отца с 1942 года выступала систематически с гепардом, слонами, рысью. В 9 лет её вписали в трудовую книжку отца как стажёра и с этого времени начался её трудовой стаж. Как дрессировщица работала в 1952—1954 годах в Главном управлении цирками, с 1956 — в Уголке им. В. Дурова. В 1961—1973 годах — в Союзгосцирке, выступала с морскими львами, моржами, обезьянами. С 1978 года и до конца жизни — директор и художественный руководитель Уголка Дурова (с 1982 — Театр зверей имени В. Л. Дурова, с 1992 — Московский театральный комплексный центр «Страна чудес дедушки Дурова», ныне — Уголок дедушки Дурова).
Во время боёв у озера Хасан отец Ю. Дуров организовал первую в СССР фронтовую бригаду артистов, где Наталья выступала. С началом войны выступала с отцом во фронтовых бригадах на передовой, в госпиталях.
На арене работала с самыми разными животными и птицами: попугаи, пеликаны, морские львы, моржи, обезьяны, жирафы, слон, бегемот и даже такими, с которыми до неё никто не работал — рысь, кинкажу, носуха, цапля.
За создание единственного в мире аттракциона «Морские львы и морж» Министерство культуры ГДР в 1971 году вручило ей медаль имени В. Л. Дурова за мастерство дрессуры.
Автор более 30 детских книг о животных и о своей работе с ними. За рассказы для детей ей был вручён почётный «Знак Аркадия Гайдара». Автор сценариев пьес для Театра зверей имени В. Л. Дурова, 15 документальных фильмов, 9 диафильмов, художественного фильма «Посторонним вход разрешён» (1987).
Была членом Союза писателей СССР.
Член партии «Единая Россия»
Скончалась 27 ноября 2007 года в Москве. Похоронена рядом с В. Л. Дуровым на Новодевичьем кладбище (участок № 2).

### Семья
- Прадед — Владимир Дуров (1863—1934), артист цирка, заслуженный артист Республики (РСФСР) (1927)
- Прабабушка — Анна Игнатьевна Дурова (1878—1950), артистка цирка, дрессировщица лошадей, крыс
- Дед — Владимир Владимирович Дуров (1888—1912), артист цирка, дрессировщик
- Бабушка — Наталия Владимировна Дурова (1889—1918), работала в театре и на эстраде, снималась в кино
- Отец — Юрий Владимирович Дуров (1910—1971), артист цирка, народный артист СССР (1971)
- Мать — Зинаида Тимофеевна Дурова-Бородина (?—1953?), правнучка композитора А. П. Бородина
- Брат (по отцу) — Юрий Юрьевич Дуров (род. 1954), артист цирка, дрессировщик слонов, народный артист России (2007). В настоящее время — художественный руководитель Театра зверей имени Дурова (Уголок Дурова)[3]
- Дядя — Владимир Григорьевич Дуров (1909—1972), артист цирка, народный артист СССР (1967)
- Муж — Михаил Пантелеймонович Болдуман (1898—1983), актёр театра и кино, народный артист СССР (1965)
- Сын — Михаил Михайлович Болдуман (1967—2010), поэт, художник, лингвист, переводчик с 12 языков, автор книг стихов-пародий «Парнас дыбом-2» (СПб.: Красный матрос, 2006), «Смерти героев» (СПб.: Красный матрос, 2006), «ЛитераДура». Работал гидом-переводчиком в туристической компании, скончался неожиданно в поезде от прободной язвы.

## Награды и звания
- Заслуженная артистка РСФСР (30 августа 1972 года)[4]
- Народная артистка РСФСР (22 июня 1982 года)
- Народная артистка СССР (17 августа 1989 года)
- Заслуженный деятель искусств Монголии (1992)
- Государственная премия СССР (1987) — за спектакли последних лет в Театре зверей имени В. Л. Дурова (Премия за произведения литературы и искусства для детей)
- Премия Ленинского комсомола (1982) — за большую работу по воспитанию подрастающего поколения
- Орден «За заслуги перед Отечеством» II степени (20 декабря 2004 года) — за выдающийся вклад в развитие отечественной культуры и многолетнюю творческую деятельность[5]
- Орден «За заслуги перед Отечеством» III степени (23 декабря 1998 года) — за большой вклад в развитие театрального искусства и эстетическое воспитание подрастающего поколения[6]
- Орден Дружбы народов (25 мая 1994 года) — за заслуги в развитии циркового искусства и сохранении его традиций, активную работу по эстетическому воспитанию подрастающего поколения[7]
- Орден Трудового Красного Знамени (1983)
- Медаль «В память 800-летия Москвы» (1947)
- Медаль «В память 850-летия Москвы» (1997)
- Медаль «Тридцать лет Победы в Великой Отечественной войне 1941—1945 гг.» (1975)
- Медаль «Сорок лет победы в Великой Отечественной войне 1941—1945 гг.» (1985)
- Медаль «50 лет Победы в Великой Отечественной войне 1941-1945 гг.» (1997)[8]
- Медаль «За победу над Японией» (1945)
- Медаль «За доблестный труд в Великой Отечественной войне 1941-1945 гг.» (1946)
- Медаль «Ветеран труда»[9]
- Медаль Жукова (1997)
- Нагрудный знак «Гвардия» (1945)
- Знак «Отличник культурного шефства над Вооруженными силами СССР» (1968)
- Знак «За активную работу с пионерами» (1982)
- Знак «За активное участие в подготовке и проведении XII Всемирного фестиваля молодежи и студентов» (1982)
- Знак «60 лет Всесоюзной пионерской организации им. В. И. Ленина» (1982)
- Орден святого благоверного царевича Димитрия (РПЦ)[9]
- Орден «За дела милосердия» (МП и РДФ) (1986)
- Орден «Меценат столетия» (2004, Благотворительный фонд «Меценаты столетия»)
- Орден Российской академии естественных наук и звание «Рыцарь науки и искусства» (2002)
- Орден от Верховного атамана казачьих войск «За любовь и верность Отечеству» (1988)
- Орденский знак «Атаманского достоинства» (1988)
- Почётная Золотая медаль имени Льва Толстого (Международная ассоциация детских фондов)[9]
- Медаль имени Дурова (Академия искусств ГДР, 1971) — за мастерство дрессуры
- Почётная медаль Советского фонда мира (1989)
- Почётный «Знак А. П. Гайдара» — за рассказы для детей
- Серебряная медаль Святого Александра Невского («Александровская медаль») — «За труды ради Отечества» (2002, от Национального комитета Кавалеров Русских Императорских орденов, Русского императорского комитета, Национального оборонного фонда «Военный парад»)

## Общественная деятельность
- Действительный член Российской академии естественных наук (с 1995)
- Академик Международной академии духовного единства народов мира[10]
- Член попечительского совета Российского благотворительного фонда примирения и согласия
- Член Московского благотворительного актёрского фонда имени И. М. Смоктуновского
- Член ассоциации «Мир детям мира»
- Автор идеи и вдохновитель создания центра нравственного воспитания — Храма детства[11].

## Фильмография
Роли
- 1987 — Посторонним вход разрешён — родительница

Участие в фильмах
- 1964 — Династия Дуровых (документальный)
- 1982 — Необыкновенный театр (документальный)
- 2006 — Юрий Дуров (из цикла передач телеканала ДТВ «Как уходили кумиры») (документальный)

## Литературные сочинения
- «Гибель старого Ямбо» (1953)
- «Котька» (1959)
- «Про Никиту и белку» (1960)
- «Большой театр „Малышка“» (1962)
- «И заяц способен на подвиг» (1963)
- «Ваш номер!» (1964)
- «Арена» (1965, 1969)
- «Ежонок Тимка и мышонок Невидимка» (1967)
- «Новенькая» (1976)
- «Невкусная отметка» (1977)
- «Чрезвычайное происшествие, или Чичи-проказница» (1978)
- «Грустная перемена» (1982)
- «Чавка» (1986)
- «Зимний соловей» (1989)
- «Подружись со мной» (1991)
- «Мой дом на колёсах» (1993)
- «Звери и птицы — жизнь моя» (1995)
- «Школьники-проказники» (хрестоматия для школьников, 2000)
- «Я с жизнью в прятки не играю» (в 2 томах, 2001)
- «Мой дом на колёсах» (2003)
- «Из опыта жизни Якова Наталиевича» (фотокнига, 2004)[12]
- «Роман Мушкетёра» (2005)
- «Звери-путешественники»